# Las Condes
Las Condes es una comuna del sector nororiente de la ciudad de Santiago de Chile, Chile. Limita al norte con Vitacura, al nororiente con Lo Barnechea, al sur con La Reina y Peñalolén, y al poniente con Providencia.

## Toponimia

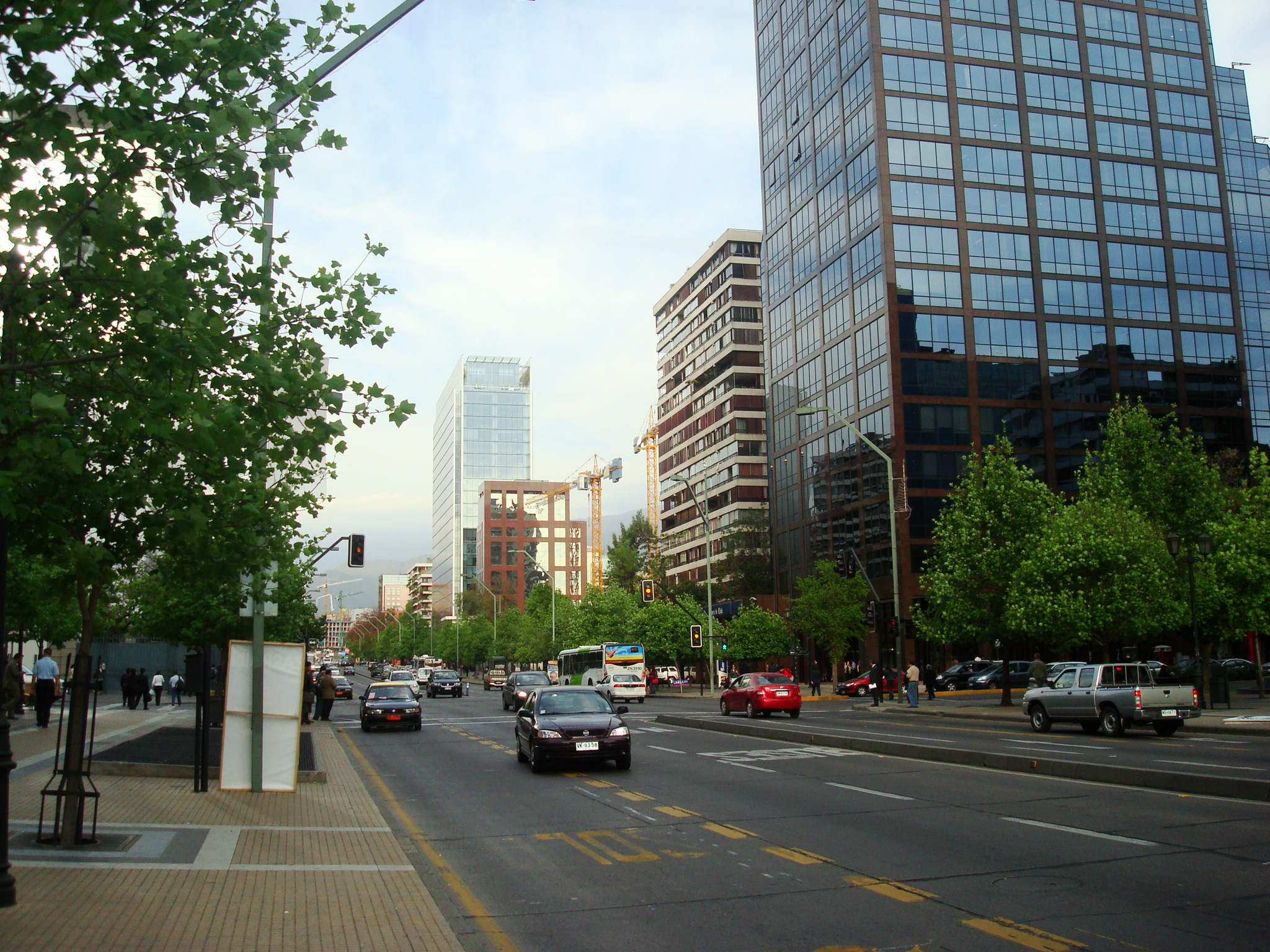
Avenida Apoquindo

Respecto del  origen del nombre de la comuna, una teoría dice que a comienzos del siglo XVII, en ese sector se ubicaban varias haciendas entre las que figuraba la de ese nombre, conocida de varias maneras: como Las Cordilleras de Los Condes o La Dehesa de Los Condes. El lenguaje popular abrevió el nombre hasta dejarlo en Las Condes, un artículo femenino con sustantivo masculino. Basado en el nombre quechua del sector , Cunti u oeste del Anti (este) representado por la Cordillera de los Andes.Podría ser de origen runasimi. El Antisuyu correspondía a la zona norte y noroeste del Cuzco, básicamente la cordillera, la sierra que atraviesa América del Sur. Cuando la palabra “Anti” pasó al castellano desde el quechua la sílaba “ti” evolucionó en “des” (Ley P-T-K>B-D-G) y dio “Andes”: Anti > Andes. Lo mismo pasó con Cunti. Cunti cambió la sílaba “ti” por “des” y la “u” por “o” (ley de las vocales cortas cerradas breves) para acabar en “Condes”.

“Los Reyes Incas dividieron su Imperio en cuatro partes, que llamaron Tawantisuyo, que quiere decir las cuatro partes del mundo. Pusieron por punto o centro Cozco. Llamaron a la parte del oriente Antisuyo. Llamaron Cuntisuyu a la parte del poniente. A la parte del norte llamaron Chinchasuyu. Y al distrito de mediodía llamaron Collasuyu. Por estas cuatro provincias entendían toda la tierra que había aquellas cuatro partes”
Inca Garcilaso de la Vega, Libro II, Capítulo XI

Una segunda teoría cuenta que el título nobiliario del conde de Sierra Bella recayó en tres generaciones seguidas de mujeres, y que a estas se les llamaba las condes de Sierra Bella, en lugar de las condesas. Según esta teoría,  el nombre está relacionado con la compra de un título nobiliario por parte del rico comerciante judío Pedro de Torres, para entregarlo como dote de su hija. El título, conde de Sierra Bella, se refería a la hacienda de San José de Sierra Bella, situada a corta distancia de la hoy capital de Chile, Santiago, y que actualmente es una comuna de dicha ciudad con el nombre de Las Condes, que lo habría obtenido en alusión a las tres condesas que sucesivamente portaron ese título: doña María Josefa Mesía y Aliaga, IV conde de Sierrabella, doña Loreta de Fuente y Mesía, V conde de Sierrabella y doña María Josefa del Carmen Vázquez de Acuña y de la Fuente Mesía, VI conde de Sierrabella.

## Historia
La historia relacionada con la ocupación del valle del Maipo y del Mapocho es bastante antigua, presenta relación con el deshielo de la última glaciación. Hay sitios un poco más al sur, específicamente en la laguna de Tagua Tagua que se datan en aproximadamente 12000 años antes del presente. Los rastros arqueológicos en Las Condes son de periodos más próximos como los de las culturas Llolleo o de la Bato, haciéndose más frecuentes en la Aconcagua.

### Imperio inca
Este valle cayó bajo control del Imperio incaico aproximadamente en 1470. Los incas llamaron a sus habitantes promaucaes, que desarrollaron la agricultura y la cerámica. Con el sistema de mitimaes integraron al imperio este sector. En 1536 entran en contacto con los europeos, específicamente con la expedición de Gómez de Alvarado y Contreras, realizada por orden de Diego de Almagro a este valle y contiguos y que terminaró con la batalla de Reinohuelén. Un cerro de esta zona recuerda a este conquistador.

### Conquista de Chile
Cinco años después llegaron las huestes españolas de Pedro de Valdivia al enclave incaico de Mapocho.Los mapuches de Apoquindo dependían de los lonkos Butacura, Polobanda, Pujalongo, Longopilla (sector San Damián y el sur de Apoquindo), Picuncahue, con su lof en el sector de Lo Fontecilla y Tabancura (Las Mercedes) y Mayecura en lo que es ahora San Carlos de Apoquindo. En la cuenca del valle de Santiago, las primeras mercedes se solicitaron sobre las tierras ocupadas directamente por los mapuches e inmediatas a la población indígena. En 1546 se pedían las primeras confirmaciones. Así, en los sectores conocidos como Apoquindo, Vitacura, Tobalaba, Ñuñoa y Macul se constituyeron mercedes de tierras a favor de Juan Jufré, compañero de Pedro de Valdivia, de Francisco de Aguirre, Gerónimo de Alderete, Francisco de Villagra, Juan de Cuevas, Juan Zurbano, Francisco Raudona y Pedro González de Utrera, que correspondían a lofs y ayjarewes de Ñuñoa y Macul.

### Pueblo de Indios
Hasta 1580 las tierras mapuches pertenecientes a un lof o ayjarewe tenían un reconocimiento tácito de su existencia. Sin embargo, el avance de los hacendados, el traslado en la mano de obra a las encomiendas, la reducción de la población y el abandono productivo debido a la imposibilidad de trabajarlas por estar sirviendo obligado en las haciendas llevó a la necesidad de deslindarlas. Había que determinar la propiedad indígena respecto del resto de las tierras y dejarlas sometidas al tributo real, para lo que fue necesario implementar mensura y delimitación de terrenos, tratando de establecer su extensión y cabida, y con ello la reducción de los mapuches a los llamados pueblos de indios. Con este fin se dictó la tasa de Gamboa, pregonada en Santiago el 8 de mayo de 1580 por el gobernador Martín Ruiz de Gamboa, que daba cuenta del virtual estado de esclavitud en que se encontraban los indígenas en las encomiendas, haciendo cada vez más difícil la existencia de los pueblos de indios, por lo que dispuso que entre los ríos Choapa y Maule :„...los españoles que fueren corregidores de los dichos distritos reduzcan a pueblos los dichos indios para que vivan juntos y ordenados políticamente“.

### Pueblo de indios de Las Condes
En el caso del Pueblo de Apoquindo, las tierras se encontraban ocupadas por el curaca Diego Guanaquero y 37 indígenas más, que tenían una posesión reconocida de 427 cuadras (666,12 hectáreas), las que se encontraban enteramente ocupadas por el capitán Martín de Zamora.

### Casona de Santa Rosa de Apoquindo
Santa Rosa de Apoquindo es la casona que el presidente Manuel Blanco Encalada compró en Apoquindo en 1859. Fue construida por la familia Coo Ureta en 1795 y en ella murió Blanco Encalada. El primer propietario de esas tierras fue Pedro de Valdivia, que las cedió en encomienda a Inés de Suárez, asignándole el pueblo de indios de Apoquindo para su servicio. Hoy alberga un centro cultural donde funcionan dos museos: la Colección Mac Kellar en la casona propiamente tal, que además, en otras salas organiza exposiciones de arte temporales, y el de la Chilenidad, en un cuerpo adyacente conocido como La Llavería.

### Casona de la Corporación Cultural de las Condes
La Corporación Cultural de Las Condes y su Centro Cultural funcionan en la casa y parque de la antigua chacra El Rosario, ubicada en avenida Apoquindo N.º 6570. La casona, que data de 1853, perteneció al hermano de Santa Teresita de los Andes Luis Fernández del Solar, su último propietario particular, que la vendió en 1963 a la municipalidad; fue declarada, junto con su parque, Monumento Histórico el 12 de enero de 1981.

### Fundo Las Condes
Francisco Solano Asta-Buruaga y Cienfuegos escribió en 1867 en su Diccionario Geográfico de la República de Chile : 172  sobre el lugar:

Condes (Las).-—Fundo del departamento de Santiago, situado á 18 kilómetros hacia el E. de su capital en el abra ó valle del río Mapocho entre las faldas inferiores de los Andes. Esta propiedad con las sierras contiguas y sus derrames, perteneció en tiempo de la colonia, á los condes de Sierra Bella, y como era comunmente llamada las sierras de los condes, vino después á reducirse la denominación al solecismo Las Condes, con que ha seguido conociéndose.

Posteriormente el geógrafo chileno, Luis Risopatrón lo describe como un fundo en su libro Diccionario Jeográfico de Chile en el año 1924: : 245 

Condes (Fundo Las) 33° 23' 70° 32'. Con 470 hectáreas de terreno regado, se encuentra en las márjenes del rio Mapocho, a unos 18 kilómetros hacia el NE de la ciudad de Santiago; perteneció en tiempo de La Colonia, a los condes de Sierra Bella i como era comunmente llamado las sierras de Los Condes, vino después a reducirse la denominación al solecismo Las Condes, con que ha seguido conociéndose.

### Creación de la comuna
La comuna de Las Condes se creó por decreto supremo el 26 de agosto de 1901.
En un principio, la cercanía de la zona a la capital permitió que grandes parcelas de extensos terrenos fuesen adquiridas como lugares de descanso, o bien como propiedades agrícolas. Pero a mediados de siglo, el crecimiento vertiginoso de la capital hizo que poco a poco la distancia entre estas se hiciera cada vez más estrecha.
La comuna de Las Condes, tras ser fusionada por el presidente Carlos Ibáñez del Campo con Providencia en 1928, fue restablecida mediante la Ley 5.126, publicada en el Diario Oficial el 19 de mayo de 1932.

Artículo 1.° Restablécese la antigua comuna de Las Condes, en el departamento de Santiago, actualmente incorporada a la comuna de Providencia.

Esta comuna se reconstituye con los mismos límites que tenía antes de la vigencia de los decretos-leyes números 8.582 y 8.583 de 30 de diciembre de 1927. Su cabecera será el villorrio de El Tropezón, situado en el camino de Santiago a Apoquindo.

Artículo 2.° Esta ley regirá un mes después de su publicación en el Diario Oficial.

Su primer alcalde fue Ricardo Cerda Ruz, designado por el presidente Juan Esteban Montero por decreto N.° 1.653 del 28 de mayo de 1932, nombrándose como vocales de la municipalidad a Carlos Peña Otaegui, Miguel Luis Amunátegui, Roberto Guzmán Montt y Luis Montero Riveros. Su gestión se realizó en una antigua casa de adobe situada en la calle Apoquindo, en el desvío hacia el camino de Las Condes. A comienzos de los años 1940, los primeros comercios y tiendas empezaron a instalarse, y una población ya arraigada a la comuna y establecida hizo que la comuna conociera un inusitado auge.
A finales de los años 1970, la comuna era una de las zonas comerciales más importantes de la capital, con obras públicas significativas y la construcción de los grandes edificios de altura que hoy predominan. Reconocida como uno de los centros financieros y habitacionales de la capital chilena, la comuna alberga los edificios corporativos de LATAM Airlines, Consorcio, Intel, Microsoft, Movistar, Marriott y Hyatt, entre otros.
En 1991, fue dividida en tres, con lo que Vitacura y Lo Barnechea se independizaron de Las Condes. Las nuevas comunas se repartieron la zona residencial de la población más acaudalada; Las Condes se quedó con la parte medular en lo comercial y la zona residencial, además de los sectores precordilleranos de San Carlos de Apoquindo y Los Dominicos, junto con San Damián, tradicionales barrios residenciales. El tranquilo y residencial barrio el Golf, en el límite poniente de la comuna, producto de la vertiginosa revalorización del terreno, ha pasado a albergar muchos de los conjuntos de departamentos más exclusivos y elegantes del país, junto con torres de oficinas comerciales.

## Geografía

### Geomorfología
La comuna de Las Condes se encuentra emplazada en las unidades geomorfológicas de Cordillera andina de retención crionival y Cuenca de Santiago. El distrito se encuentra en una zona de transición entre el valle de la capital y la precordillera de los Andes. El terreno es predominantemente llano y surcado a veces por ligeras lomas y desniveles propios de la zona; el terreno se comienza a elevar a medida que se asciende a la precordillera. Existen cerros como el Calan o el Apoquindo, al este esta la Cordillera de Los Andes.
La mayor altura habitable de la comuna se ubica en los 975 m.s.n.m, en el sector de San Carlos de Apoquindo.

### Clima
presenta según la clasificación climática de Köppen clima de tundra de lluvia invernal (ET (s)), clima mediterráneo de lluvia invernal (Csb), clima mediterráneo de lluvia invernal de altura (Csb (h)), clima mediterráneo frío de lluvia invernal (Csc) y clima semiárido de lluvia invernal (BSk (s)).

### Hidrología
Esta además se halla en la cuenca hidrográfica de río Maipo. Además, la comuna posee diversos cuerpos de agua, entre los que se destacan el río Mapocho y el canal San Carlos.

## Medio ambiente

Trazado simplificado de los ecosistemas y cuerpos de agua presentes en la comuna de Las Condes.

### Componentes bióticos
Dentro del territorio de la comuna se pueden hallar los siguientes ecosistemas:
- Bosque esclerófilo mediterráneo andino donde predominan Kageneckia angustifolia y Guindilia trinervis (Vulnerable)
- Bosque esclerófilo mediterráneo andino donde predominan Quillaja saponaria y Lithrea caustica (Vulnerable)
- Bosque espinoso mediterráneo andino donde predominan Acacia caven y Baccharis paniculata (Vulnerable)
- Matorral bajo mediterráneo andino donde predominan Chuquiraga oppositifolia y Nardophyllum lanatum (Preocupación menor)

### Medidas de protección ambiental y conflictos socioambientales
Hasta 2022, la comuna de Las Condes cuenta con las siguientes zonas que poseen algún nivel de protección ambiental:
- Alto de la Cuenca del Mapocho (Sitios ERB)[20]
- Contrafuerte Cordillerano (Sitios ERB)[21]
- El Morado (Sitios Ley 19.300)[22]
- Parque Natural Aguas de Ramón (Iniciativa de Conservación Privada)[23]
- Puente Ñilhue (Iniciativa de Conservación Privada)[24]
- Quebrada de Macul (Iniciativa de Conservación Privada)[25]
- San Carlos de Apoquindo (Iniciativa de Conservación Privada)[26]
- Santuario de la Naturaleza Yerba Loca (Santuario de la Naturaleza)[27]

## Demografía

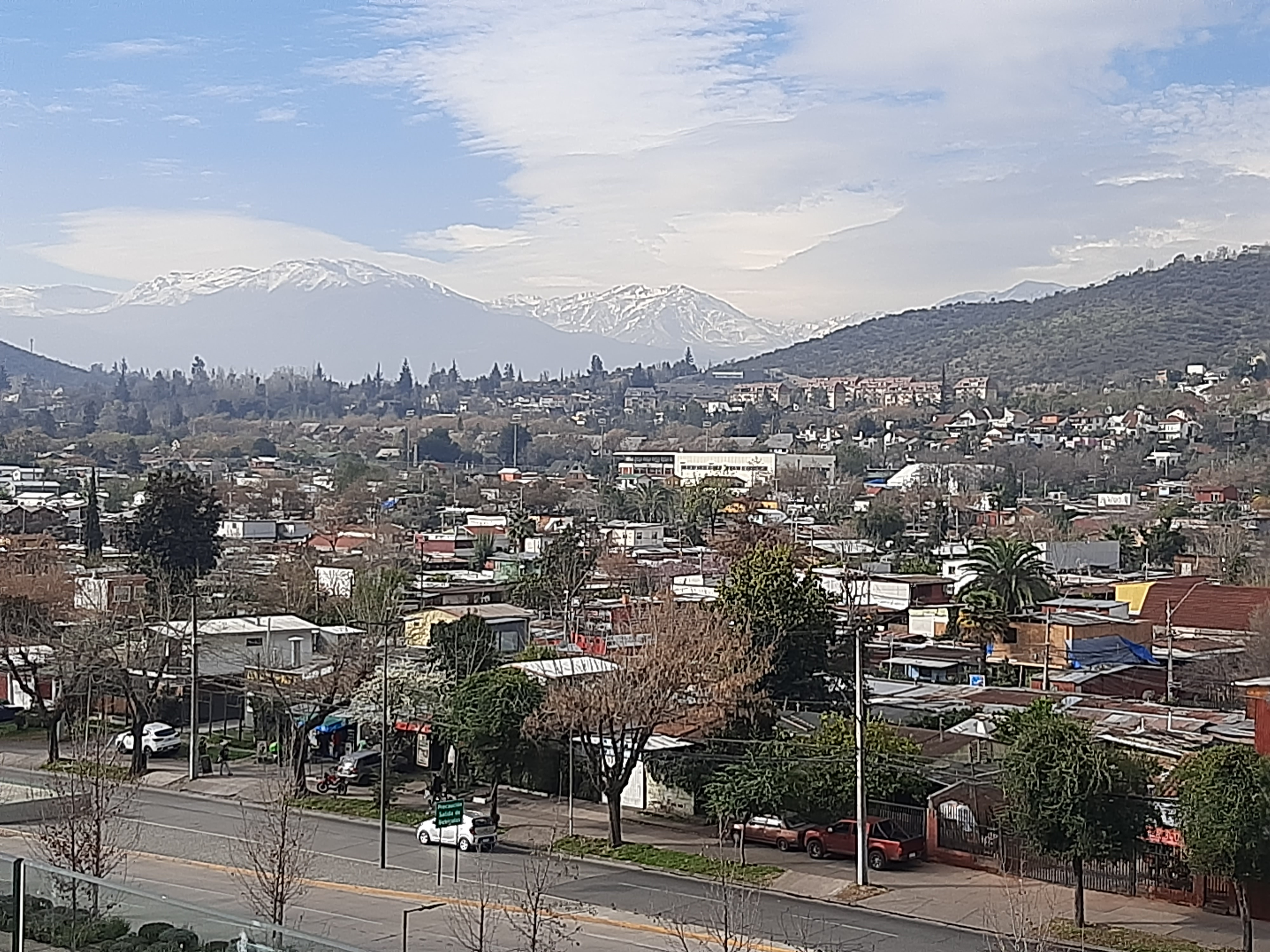
Villa Colón Oriente

Según el Censo de 2012, Las Condes cuenta con una población de 282 972 habitantes, de los cuales 130 856 son hombres y 152 386 son mujeres. A pesar de esto, se estima que la población flotante (la que ingresa a la comuna para ir a los lugares de trabajo, estudiantes, turistas y visitantes comerciales) superaría las 200 000 personas. Según el último censo del año 2017, la comuna tiene 294 838 habitantes, de los cuales 158 921 son mujeres y 135 917 son hombres.

### Barrios
Las Condes se compone de los siguientes barrios:
- Barrio Sanhattan
- Barrio Vaticano
- Barrio El Golf
- Barrio San Luis de Las Condes
- Barrio Latadía
- Barrio Los Descubridores
- Barrio San Pascual
- Barrio La Capitanía
- Barrio Escuela Militar
- Barrio El Faro
- Barrio El Faro Norte
- Barrio Parque Araucano
- Barrio Nueva Las Condes
- Barrio El Pillán
- Barrio Roncesvalles
- Barrio Escandinavia
- Barrio Las Condes
- Barrio Renacimiento Italiano
- Barrio Duqueco
- Barrio Los Domínicos
- Barrio Los Pintores
- Barrio Monte Asis
- Barrio Colón 8000
- Barrio Montegrande
- Barrio Vital Apoquindo
- Villa Unión de Cooperativas
- Villa Colón Oriente
- Villa Los Municipales
- Barrio Gran Bretaña
- Barrio Mardoñal
- Barrio Los Domínicos Antiguo
- Barrio Dipreca
- Barrio Arboleda
- Barrio La Foresta
- Barrio El Remanso de Las Condes
- Barrio San Carlos de Apoquindo
- Barrio San Damián
- Barrio Estoril
- Barrio Los Frailes
- Barrio Quinchimalí
- Barrio Cumbres de San Damián
- Barrio La Hoyada
- Barrio Portal la Reina
- Barrio Perseo
- Barrio Vicente Huidobro
- Barrio Condominio Cuarto Centenario
- Barrio Cristóbal Colón
- Barrio Alto las Condes
- Barrio Vital Apoquindo Sur
- Barrio Cerro Apoquindo
- Barrio Presidente Riesco

## Administración

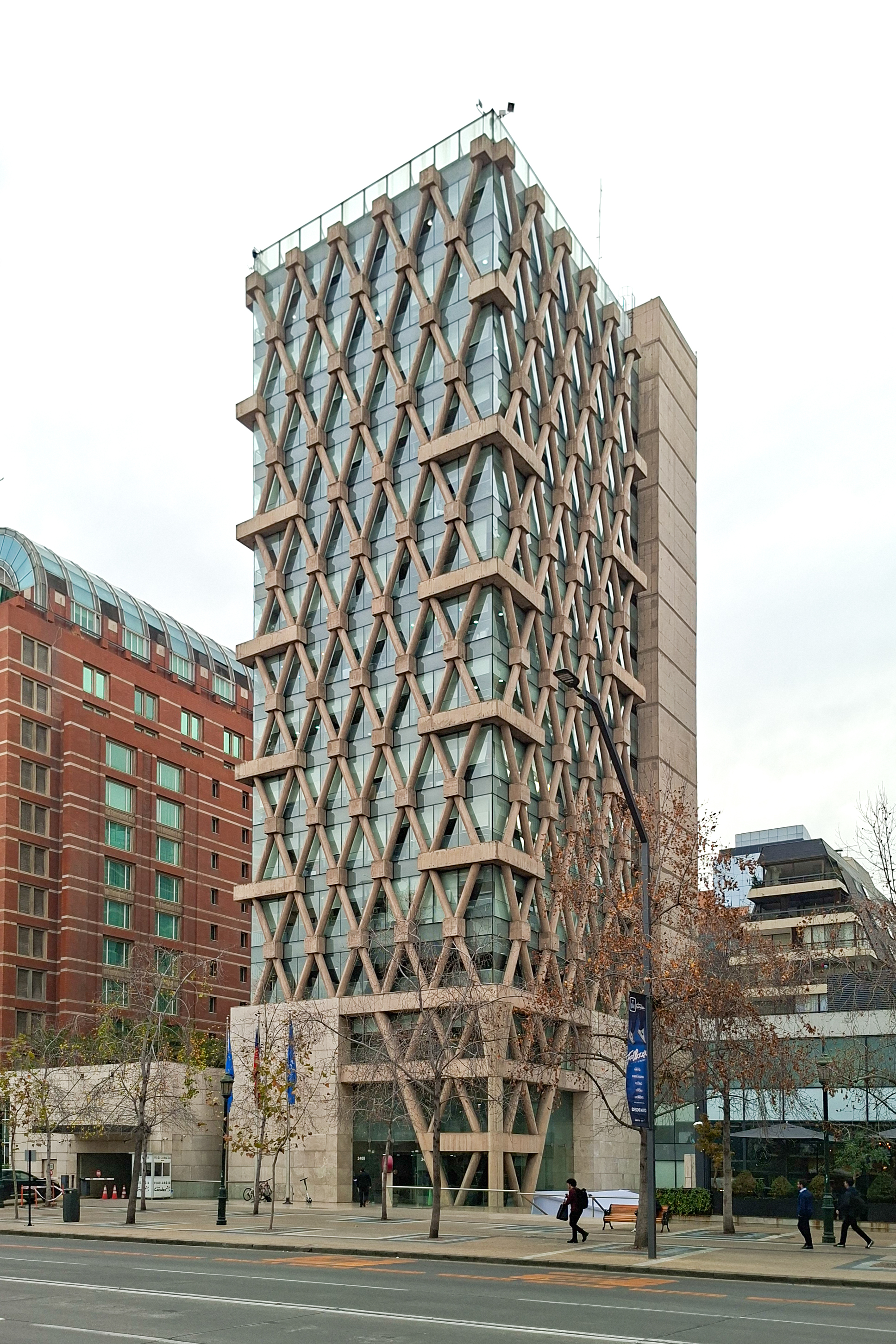
Edificio de la municipalidad.

### Municipalidad
La Ilustre Municipalidad de Las Condes es dirigida en el periodo 2024-2028 por la alcaldesa Catalina San Martín Cavada (Ind.), quien es asesorada por los concejales:
- Catalina Ugarte Millán (REP)
- Luis Hadad Acevedo (RN)
- Nayati Mahmoud Contreras (FA)
- Guillermo Ureta Larraín (UDI)
- Manuel Melero Abaroa (Ind./UDI)
- Pamela Hodar Alba (REP)
- Francesca Gorrini Tesser (Evópoli)
- Cristóbal de la Maza López (REP)
- Richard Kouyoumdjian Inglis (Ind./RN)
- Leonardo Prat Fernández (REP)

### Representación parlamentaria
Las Condes integra distrito electoral n.º 11 junto con las comunas de Lo Barnechea, Vitacura, La Reina y Peñalolén y pertenece a la 7.ª circunscripción senatorial (Región Metropolitana de Santiago).
Diputados (2022-2026)
- Catalina del Real Mihovilovic (RN)
- Gonzalo de la Carrera Correa (PRCh)
- Cristián Araya Lerdo de Tejada (PRCh)
- Guillermo Ramírez Diez (UDI)
- Francisco Undurraga Gazitúa (Evópoli)
- Tomás Hirsch Goldschmidt (AH)

Senadores (2022-2030)
- Manuel José Ossandón (RN)
- Fabiola Campillai (Independiente)
- Rojo Edwards (PRCh)
- Luciano Cruz-Coke (EVO)
- Claudia Pascual (PCCh)

## Economía

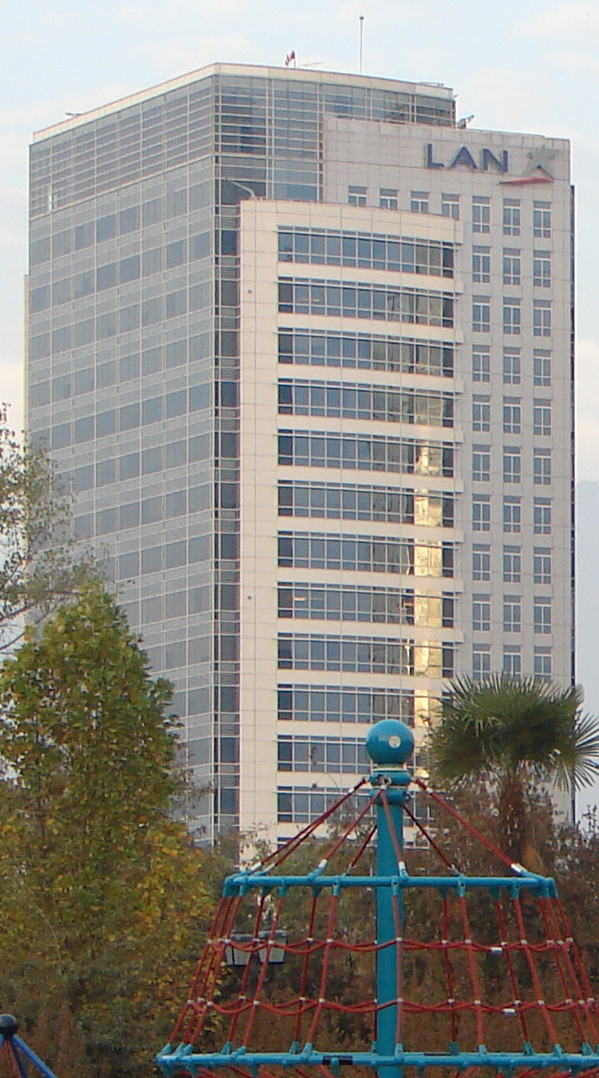
La sede de LATAM Chile y LATAM Airlines Group.

En 2018, la cantidad de empresas registradas en Las Condes fue de 57.629. El Índice de Complejidad Económica (ECI) en el mismo año fue de 2,51, mientras que las actividades económicas con mayor índice de Ventaja Comparativa Revelada (RCA) fueron Elaboración de Azúcar de Remolacha o Caña (5,2), Fabricación de Otros Productos del Tabaco (5,2) y Fabricación de Vidrio Hueco (5,2).
El área comercial de la comuna se ubica entre la avenida Andrés Bello y el barrio El Golf.
La comuna posee las sedes en Chile de lujosas cadenas hoteleras como Ritz-Carlton, Hyatt, Marriott y el primer hotel de la cadena estadounidense W Hotels. Cuenta también con pubs y restaurantes, como los del sector de la avenida El Bosque Norte.
Cuenta, además, con la sede chilena del World Trade Center y en la comuna se encuentra el Pueblito de Los Domínicos, centro artesanal y foco turístico.

### Crecimiento inmobiliario

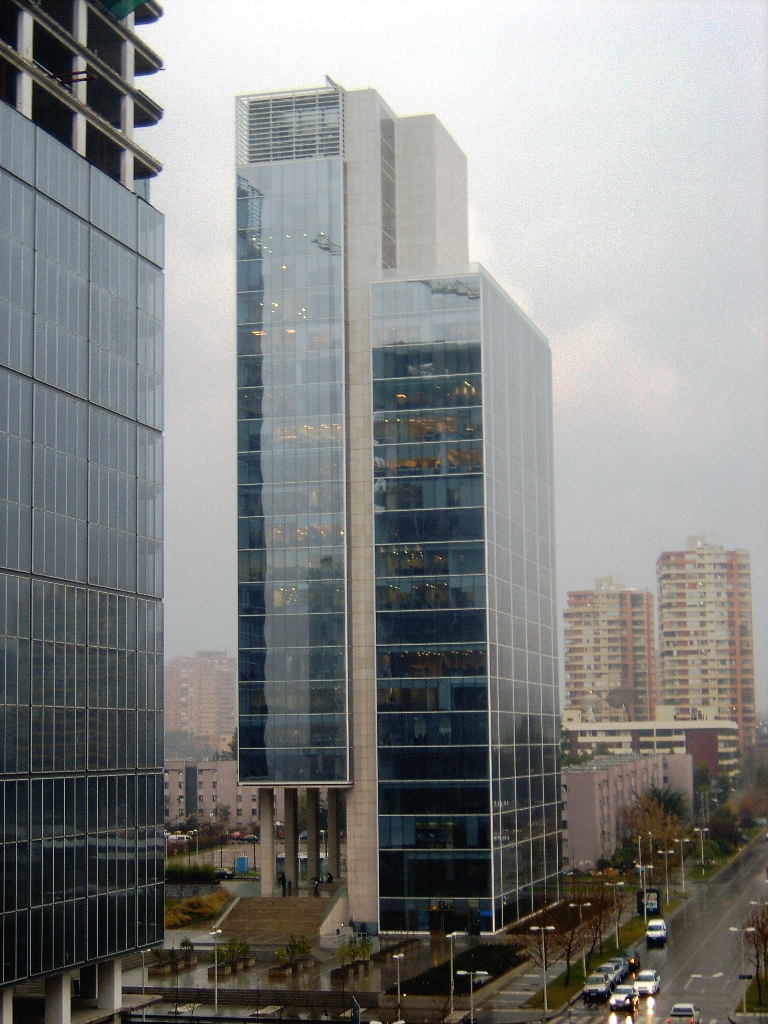
Oficinas del sector Nueva Las Condes.

La comuna de Las Condes se ha vuelto referente social de la clase alta ascendente y desde los años 1990, el valor de terreno de construcción en el año 2010 llegó a 74 uf por metro cuadrado construido.
La extensión de la Línea 1 del metro por el tramo de Av. Apoquindo hasta el parque Los Dominicos, generó una serie de nuevos proyectos inmobiliarios en el eje de Hernando de Magallanes, donde se realizó una renovación inmobiliaria que hizo desaparecer gran parte de las construcciones de baja altura y casas construidas en los 80-90 en la zona. La ampliación de proyectos se extiende incluso a zonas más alejadas del acceso al tren subterráneo como son los ejes de Av. Cuarto Centenario y Manquehue Sur.
El crecimiento inmobiliario de Las Condes conlleva evidente consecuencias en la calidad de la vida de la zona y a la fecha se registran múltiples puntos críticos de tránsito y acceso a la comuna. En 2009, la municipalidad se aprobó la instalación de un tranvía que facilite el traslado dentro de la comuna sin vehículos particulares, sin embargo, tras la llegada de la Línea 7 del Metro de Santiago que cruza por la comuna, el proyecto fue descartado por completo en 2018.
A 2025, la comuna alberga once de los edificios más altos de Chile: Titanium La Portada, Hotel Marriott, Bosque 500, Torre de la Industria, Isidora 3000, Millenium Building, Nueva Kennedy, Mandarín Oriental, Edificio CCU y Mercado Urbano Tobalaba.

## Relaciones internacionales
La comuna de Las Condes es sede de una serie de embajadas e instituciones de relaciones internacionales, tales como la oficina del Banco Mundial en Chile, el Fondo de las Naciones Unidas para la Infancia en Chile (UNICEF Chile), la Vicerrectoría de Asuntos Internacionales de la Universidad Andrés Bello,la Dirección de Globalización de la Universidad del Desarrollo,la Dirección de Relaciones Internacionales de la Universidad de Los Andes, y el Programa de Experiencia Internacional de la Universidad Santo Tomás, Instituto Profesional y Centro de Formación Técnica Santo Tomás.

### Embajadas

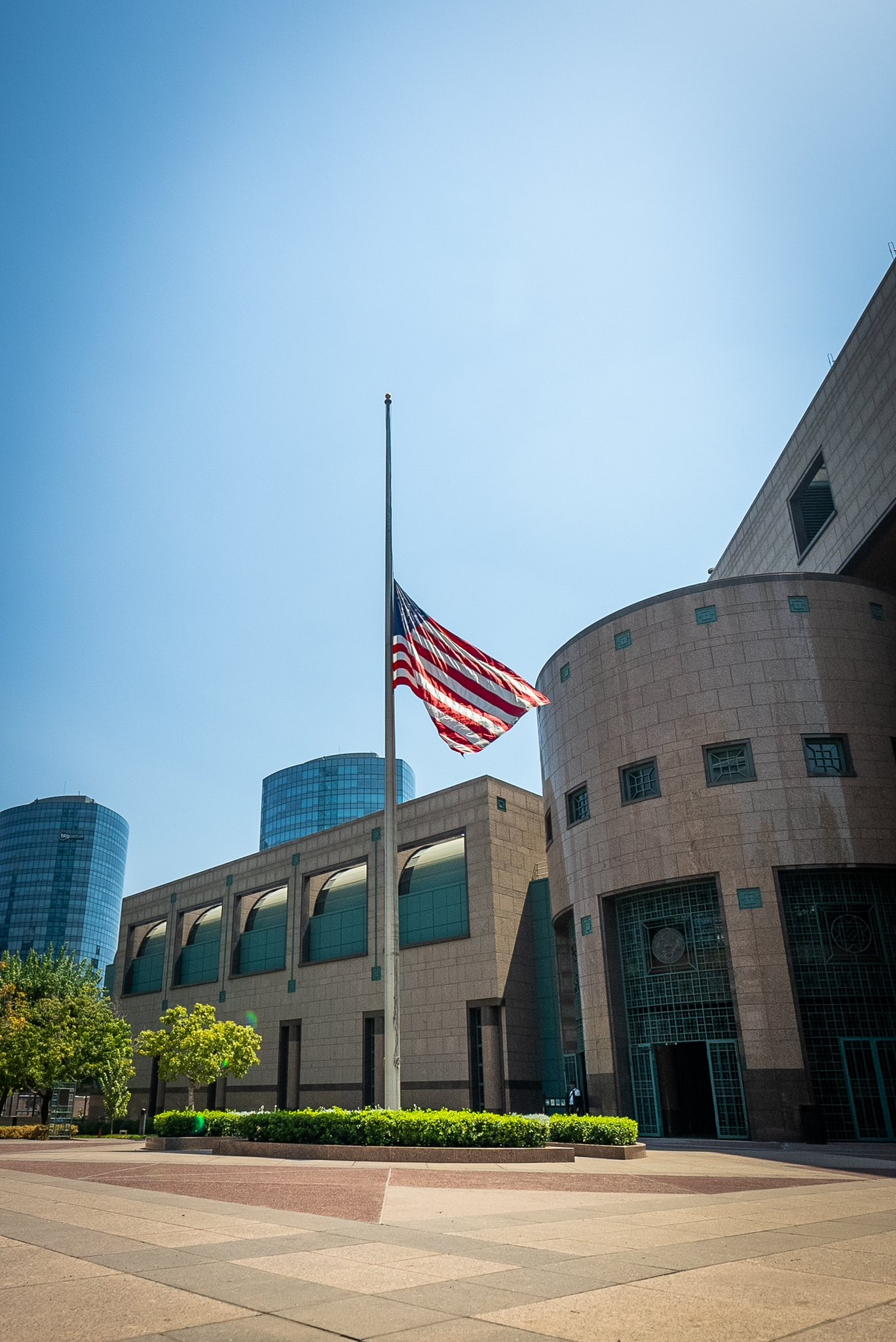
Embajada de Estados Unidos en Av. Andrés Bello, Las Condes.

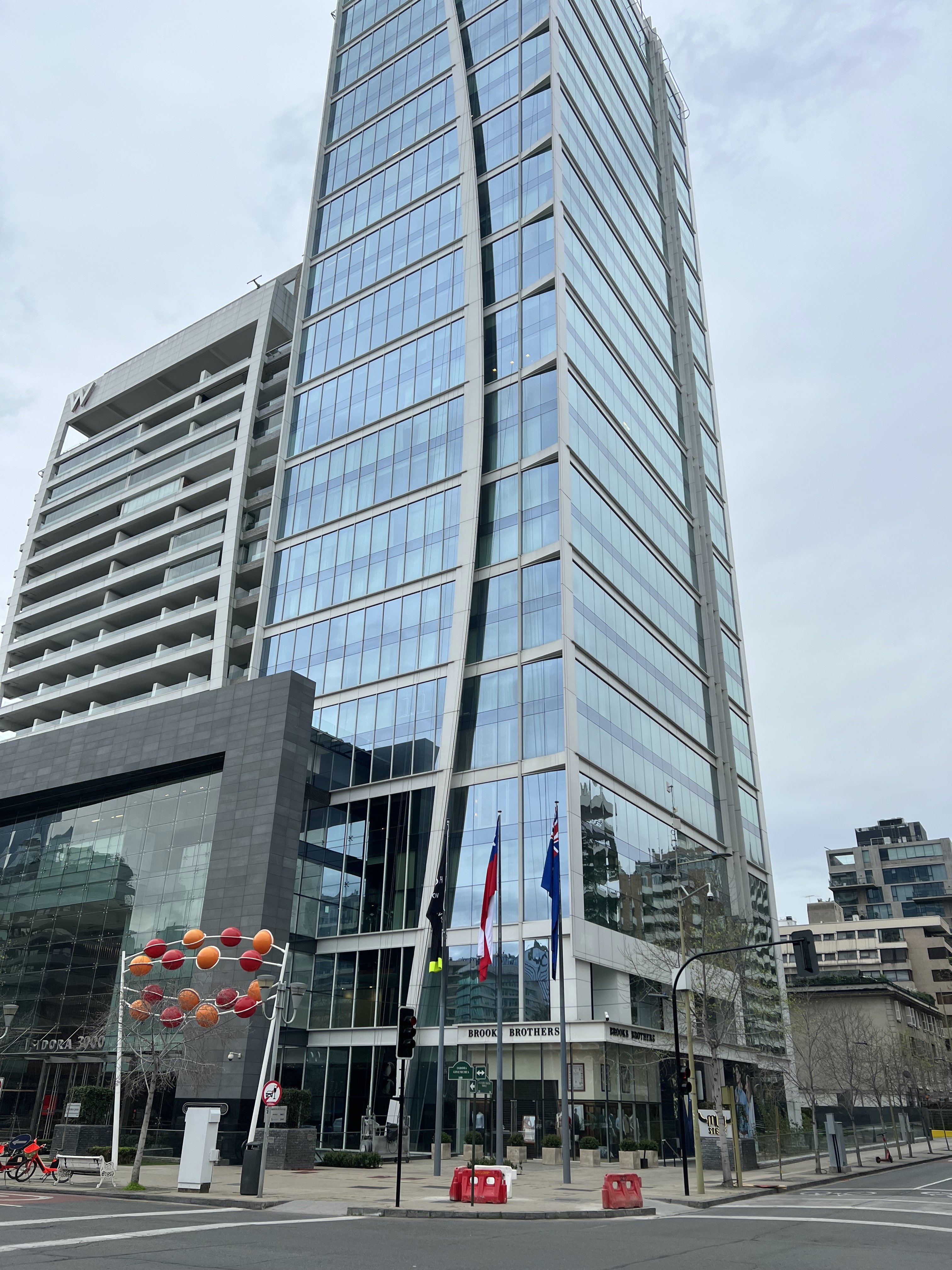
Embajada de Nueva Zelanda en Edificio Territoria 3000, Barrio El Golf, Las Condes.

| - Arabia Saudita (Embajada) - Argelia (Embajada) - Australia (Embajada) - Brasil (Embajada) - Canadá (Embajada) - Colombia (Embajada) - Corea del Sur (Embajada) - Costa Rica (Embajada) - Dinamarca (Embajada) - EAU (Embajada) - Estados Unidos (Embajada) - Filipinas (Embajada) - Finlandia (Embajada) - Grecia (Embajada) - Guatemala (Embajada) - Honduras (Embajada) - India (Embajada) - Irán (Embajada) - Irlanda (Embajada) - Israel (Embajada) - Líbano (Embajada) - Malasia (Embajada) - Unión Europea (Delegación) · | - Marruecos (Embajada) - México (Embajada) - Nicaragua (Embajada) - Noruega (Embajada) - Libia (Embajada) - Nueva Zelanda (Embajada) - Países Bajos (Embajada) - Palestina (Embajada) - Panamá (Embajada) - Paraguay (Embajada) - Libia (Embajada) - Portugal (Embajada) - Reino Unido (Embajada) - República Checa (Embajada) - Rumania (Embajada) - Siria (Embajada) - Sudáfrica (Embajada) - Suecia (Embajada) - Suiza (Embajada) - Tailandia (Embajada) - República de China (Oficina Económica y Cultural) - Ucrania (Embajada) |

## Servicios públicos

### Educación
Se encuentran en Las Condes el observatorio astronómico Cerro Calán junto al Parque Observatorio Cerro Calán y las sedes de las universidades los Andes, Mayor, Andrés Bello, del Desarrollo, así como de Inacap y DuocUC.
En la comuna se encuentra ubicada la Escuela Militar.

## Transporte

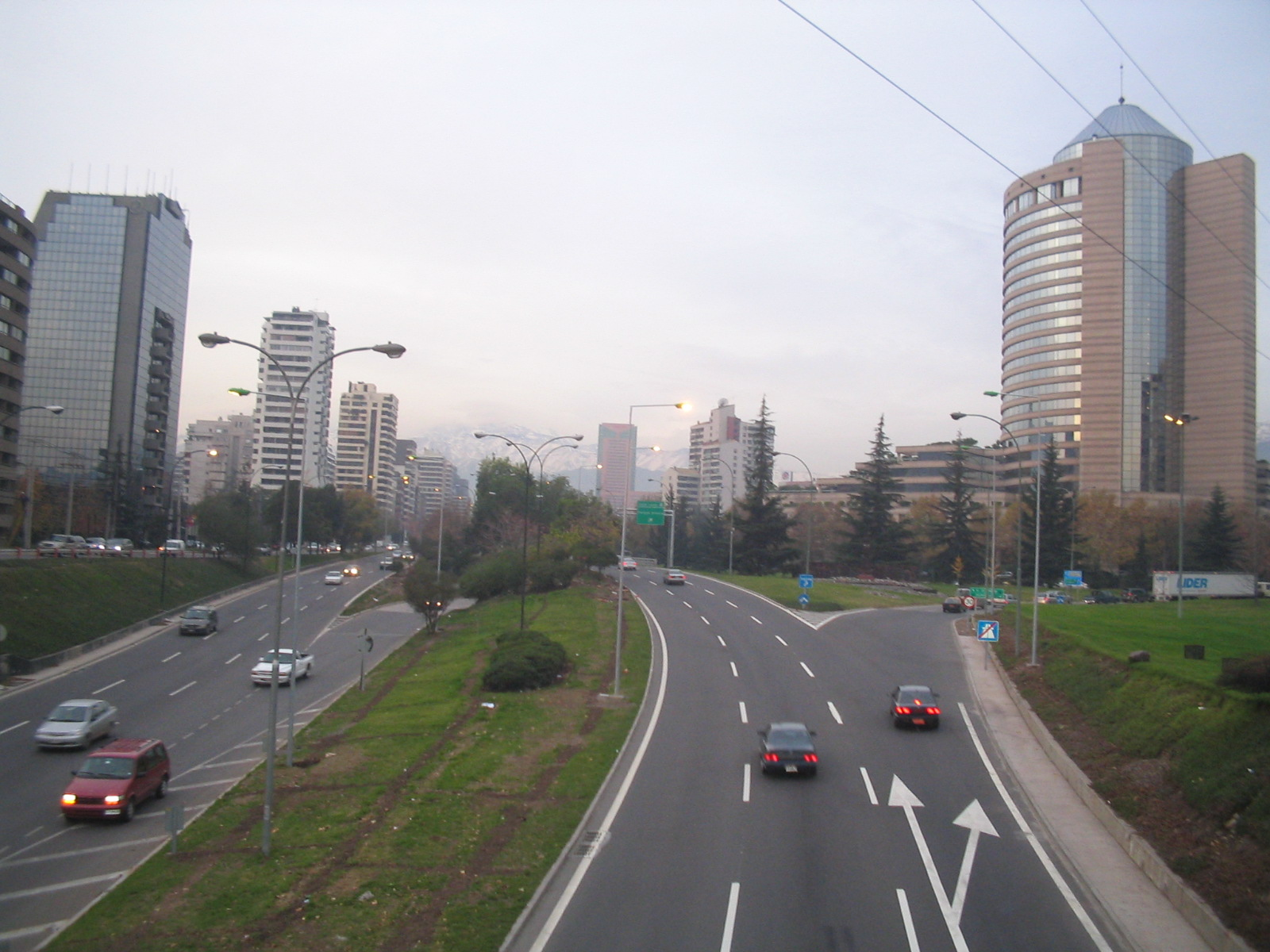
Avenida Kennedy

La comuna de Las Condes es atravesada por una serie de importantes avenidas y autopistas que juegan un papel crucial en el tránsito local y el acceso a otras áreas de la ciudad. Entre estas vías, destaca la avenida Apoquindo, una de las más transitadas y relevantes de la comuna. Esta avenida se extiende desde el sector oriente de Santiago hasta los barrios altos, siendo un centro neurálgico que alberga centros comerciales, oficinas corporativas y diversos servicios.
Otra arteria significativa es la avenida Vitacura, conocida por su diversidad de restaurantes, boutiques y galerías de arte. Esta avenida recorre varios sectores residenciales y comerciales, siendo un punto de encuentro para los habitantes y visitantes de Las Condes. Por su parte, la avenida Las Condes conecta diferentes áreas de la comuna, incluyendo zonas residenciales y comerciales, y es una ruta esencial para llegar a centros de esquí y espacios recreativos en los Andes.
En cuanto a autopistas, la comuna cuenta con la Autopista Costanera Norte, una vía de peaje que proporciona un acceso rápido hacia el aeropuerto y otras comunas del sector norte y poniente de Santiago. Asimismo, una sección de la autopista es la avenida Presidente Kennedy, la cual enlaza Las Condes con el sector poniente de la ciudad, ofreciendo una de las rutas más rápidas hacia el centro de Santiago y accesos directos a importantes centros comerciales y empresariales.

### Sistema Red
Junto con las comunas de Vitacura, Providencia y Lo Barnechea la comuna formaba parte de la Zona C del Transantiago. Con el inicio de las operaciones de la Red Metropolitana de Movilidad, la comuna es parte de la Unidad de negocio 6 de Red.

### Metro de Santiago
La llegada del metro en 1980 significó una mayor conectividad con diversos puntos de la ciudad; hoy la comuna está dotada de 9 estaciones:
- Línea 1: Tobalaba • El Golf • Alcántara • Escuela Militar • Manquehue • Hernando de Magallanes • Los Dominicos
- Línea 4: Francisco Bilbao • Cristóbal Colón

Además se construyendo una nueva estación de la línea 6 y una nueva línea 7 del Metro donde estarán ubicadas las siguientes estaciones, las cuales estarán operativas para el año 2028:
- Línea 6: Isidora Goyenechea (futura combinación con la Línea 7 )
- Línea 7: Isidora Goyenechea (futura combinación con la Línea 6 ) • Américo Vespucio • Parque Araucano • Estoril

## Deportes
En materia deportiva, se ubican en la comuna la mayoría de los estadios (clubes deportivos) de los descendientes de colonias extranjeras (española, francesa, israelí, italiana, palestina, alemana, etc.) junto a los complejos deportivos San Carlos de Apoquindo (casa del Club Deportivo Universidad Católica). 

## Áreas verdes
La comuna cuenta con cinco parques: parque Araucano, parque Juan Pablo II, parque Observatorio Cerro Calán en el cerro Calán, el parque Vespucio sobre la Autopista Vespucio Oriente y el parque Cerro Colorado en la calle homónima.

## Ciudades hermanas
Las Condes está hermanada con:
- Miraflores, Perú[40]
- Petaj Tikva, Israel[41]
- Belén, Palestina[cita requerida]